# Campeonato Mundial de Voleibol de Praia de 2022 - Masculino
O torneio masculino do Campeonato Mundial de Voleibol de Praia de 2022 ocorreu de 10 a 19 de junho, na cidade de Roma, na Itália, com um total de 48 duplas.
A dupla norueguesa Anders Mol e Christian Sørum conquistaram o título do campeonato ao derrotarem a dupla brasileira Renato Lima e Vitor Felipe na final por 2 sets a 0. Na disputa pelo terceiro lugar, a dupla brasileira André Stein e George Wanderley derrotaram os norte-americanos Chaim Schalk e Theodore Brunner de virada, por 2 sets a 1.

## Fórmula de disputa
A competição foi disputada por 48 duplas, distribuídas proporcionalmente entre os Grupos A, B, C, D, E, F, G, H, I, J, K e L. Nestes grupos, as duplas se enfrentaram em sistema de pontos corridos, ou seja, todos contra todos; o primeiro e o segundo colocado de cada grupo, um total de 24 duplas, avançaram para a rodada das 32 duplas, esta completada pelas quatro duplas com melhor índice na terceira colocação. As quatro últimas vagas foram conhecidas após a disputa das 8 duplas na "repescagem", que reuniu as outras terceiras colocadas; enquanto as quartas colocadas de cada grupo foram eliminadas da competição.
Após a rodada de 32 duplas (fase eliminatória), avançaram para as oitavas de final as 16 melhores equipes. Posteriormente, formaram as quartas de final, semifinal e final.

## Troca de duplas
- Devido a uma lesão, a dupla sueca David Åhman e Jonatan Hellvig, foram forçados a se retirarem do campeonato. A dupla norte-americana Trevor Crabb e Tri Bourne — segundos na lista de reservas — receberam a oportunidade de ocuparem a vaga do grupo K.[5][6]

- Após a desistência da dupla Paul Akan e Samuel Essilfie, de Gana, os neerlandeses Christiaan Varenhorst e Steven van de Velde foram alocados no grupo B.[5]

## Fase classificatória
|  | Qualificados para pré-oitavas de final (primeira e segunda colocação)         |
|  | Qualificados para pré-oitavas de final (melhores índices da terceira posição) |
|  | Qualificados para repescagem (menores índices da terceira posição)            |
|  | Eliminados                                                                    |

### Grupo A
|     |                             |     | Jogos | Jogos | Jogos | Sets | Sets | Sets  | Pontos | Pontos | Pontos |
| Pos | Equipe                      | Pts | T     | V     | D     | V    | P    | R     | V      | P      | R      |
| --- | --------------------------- | --- | ----- | ----- | ----- | ---- | ---- | ----- | ------ | ------ | ------ |
| 1   | Carambula–Rossi             | 6   | 3     | 3     | 0     | 6    | 1    | 6.000 | 142    | 127    | 1.118  |
| 2   | Bruno Schmidt–Saymon        | 5   | 3     | 2     | 1     | 5    | 2    | 2.500 | 140    | 127    | 1.102  |
| 3   | N. Capogrosso–T. Capogrosso | 4   | 3     | 1     | 2     | 2    | 4    | 0.500 | 112    | 111    | 1.009  |
| 4   | Jawo–Jarra                  | 3   | 3     | 0     | 3     | 0    | 6    | 0.000 | 94     | 126    | 0.746  |

| 10 jun | 17:00 | Bruno Schmidt–Saymon        | 2–0 | N. Capogrosso–T. Capogrosso | 21-16, 21-16        | Relatório |
| 10 jun | 19:00 | Carambula–Rossi             | 2–0 | Jawo–Jarra                  | 21-18, 21-15        | Relatório |
| 11 jun | 19:00 | Bruno Schmidt–Saymon        | 2–0 | Jawo–Jarra                  | 21-18, 21-17        | Relatório |
| 11 jun | 21:00 | Carambula–Rossi             | 2–0 | N. Capogrosso–T. Capogrosso | 21-18, 22-20        | Relatório |
| 13 jun | 16:00 | N. Capogrosso–T. Capogrosso | 2–0 | Jawo–Jarra                  | 21-12, 21-14        | Relatório |
| 13 jun | 16:00 | Carambula–Rossi             | 2–1 | Bruno Schmidt–Saymon        | 18-21, 21-19, 18-16 | Relatório |

### Grupo B
|     |                         |     | Jogos | Jogos | Jogos | Sets | Sets | Sets  | Pontos | Pontos | Pontos |
| Pos | Equipe                  | Pts | T     | V     | D     | V    | P    | R     | V      | P      | R      |
| --- | ----------------------- | --- | ----- | ----- | ----- | ---- | ---- | ----- | ------ | ------ | ------ |
| 1   | Lupo–Ranghieri          | 5   | 3     | 2     | 1     | 5    | 3    | 1.667 | 158    | 148    | 1.068  |
| 2   | Varenhorst–van de Velde | 5   | 3     | 2     | 1     | 5    | 3    | 1.667 | 142    | 134    | 1.060  |
| 3   | Schachter–Dearing       | 4   | 3     | 1     | 2     | 3    | 5    | 0.600 | 141    | 148    | 0.953  |
| 4   | Bryl–Łosiak             | 4   | 3     | 1     | 2     | 2    | 4    | 0.500 | 124    | 135    | 0.919  |

| 10 jun | 18:00 | Bryl–Łosiak       | 0–2 | Varenhorst–van de Velde | 21-23, 13-21        | Relatório |
| 10 jun | 20:00 | Lupo–Ranghieri    | 2–1 | Schachter–Dearing       | 20-22, 21-18, 15-12 | Relatório |
| 11 jun | 19:00 | Bryl–Łosiak       | 2–0 | Schachter–Dearing       | 25-23, 21-19        | Relatório |
| 11 jun | 22:00 | Lupo–Ranghieri    | 1–2 | Varenhorst–van de Velde | 21-15, 20-22, 12-15 | Relatório |
| 13 jun | 12:00 | Schachter–Dearing | 2–1 | Varenhorst–van de Velde | 21-16, 11-21, 15-9  | Relatório |
| 13 jun | 12:00 | Bryl–Łosiak       | 0–2 | Lupo–Ranghieri          | 26-28, 18-21        | Relatório |

### Grupo C
|     |                  |     | Jogos | Jogos | Jogos | Sets | Sets | Sets  | Pontos | Pontos | Pontos |
| Pos | Equipe           | Pts | T     | V     | D     | V    | P    | R     | V      | P      | R      |
| --- | ---------------- | --- | ----- | ----- | ----- | ---- | ---- | ----- | ------ | ------ | ------ |
| 1   | Nõlvak–Tiisaar   | 6   | 3     | 3     | 0     | 6    | 2    | 3.000 | 150    | 127    | 1.181  |
| 2   | Brouwer–Meeuwsen | 5   | 3     | 2     | 1     | 5    | 2    | 2.500 | 133    | 96     | 1.385  |
| 3   | Virgen–Sarabia   | 4   | 3     | 1     | 2     | 3    | 4    | 0.750 | 119    | 134    | 0.888  |
| 4   | Abicha–El Azhari | 3   | 3     | 0     | 3     | 0    | 6    | 0.000 | 81     | 126    | 0.643  |

| 10 jun | 09:00 | Brouwer–Meeuwsen | 2–0 | Abicha–El Azhari | 21-11, 21-9         | Relatório |
| 10 jun | 11:00 | Nõlvak–Tiisaar   | 2–1 | Virgen–Sarabia   | 21-12, 24-26, 15-11 | Relatório |
| 11 jun | 11:00 | Nõlvak–Tiisaar   | 2–0 | Abicha–El Azhari | 21-13, 21-16        | Relatório |
| 11 jun | 11:00 | Brouwer–Meeuwsen | 2–0 | Virgen–Sarabia   | 21-13, 21-15        | Relatório |
| 13 jun | 09:00 | Virgen–Sarabia   | 2–0 | Abicha–El Azhari | 21-17, 21-12        | Relatório |
| 13 jun | 09:00 | Brouwer–Meeuwsen | 1–2 | Nõlvak–Tiisaar   | 16-21, 21-12, 12-15 | Relatório |

### Grupo D
|     |                   |     | Jogos | Jogos | Jogos | Sets | Sets | Sets  | Pontos | Pontos | Pontos |
| Pos | Equipe            | Pts | T     | V     | D     | V    | P    | R     | V      | P      | R      |
| --- | ----------------- | --- | ----- | ----- | ----- | ---- | ---- | ----- | ------ | ------ | ------ |
| 1   | Cherif–Ahmed      | 6   | 3     | 3     | 0     | 6    | 0    | MAX   | 126    | 87     | 1.448  |
| 2   | Sander–Crabb      | 5   | 3     | 2     | 1     | 4    | 3    | 1.333 | 127    | 132    | 0.962  |
| 3   | Krou–Gauthier-Rat | 4   | 3     | 1     | 2     | 3    | 4    | 0.750 | 128    | 127    | 1.008  |
| 4   | Gonzalo–Roger     | 3   | 3     | 0     | 3     | 0    | 6    | 0.000 | 91     | 126    | 0.722  |

| 10 jun | 11:00 | Cherif–Ahmed      | 2–0 | Gonzalo–Roger     | 21-13, 21-12        | Relatório |
| 10 jun | 12:00 | Krou–Gauthier-Rat | 1–2 | Sander–Crabb      | 18-21, 22-20, 13-15 | Relatório |
| 11 jun | 12:00 | Krou–Gauthier-Rat | 2–0 | Gonzalo–Roger     | 21-13, 21-16        | Relatório |
| 11 jun | 12:00 | Cherif–Ahmed      | 2–0 | Sander–Crabb      | 21-14, 21-15        | Relatório |
| 13 jun | 14:00 | Sander–Crabb      | 2–0 | Gonzalo–Roger     | 21-19, 21-18        | Relatório |
| 13 jun | 14:00 | Cherif–Ahmed      | 2–0 | Krou–Gauthier-Rat | 21-17, 21-16        | Relatório |

### Grupo E
|     |                          |     | Jogos | Jogos | Jogos | Sets | Sets | Sets  | Pontos | Pontos | Pontos |
| Pos | Equipe                   | Pts | T     | V     | D     | V    | P    | R     | V      | P      | R      |
| --- | ------------------------ | --- | ----- | ----- | ----- | ---- | ---- | ----- | ------ | ------ | ------ |
| 1   | André–George             | 6   | 3     | 3     | 0     | 6    | 2    | 3.000 | 155    | 130    | 1.192  |
| 2   | Samoilovs–Šmēdiņš        | 5   | 3     | 2     | 1     | 4    | 3    | 1.333 | 131    | 127    | 1.031  |
| 3   | Huber–Dressler           | 4   | 3     | 1     | 2     | 3    | 4    | 0.750 | 129    | 130    | 0.992  |
| 4   | Salemiinjehboroun–Vakili | 3   | 3     | 0     | 3     | 2    | 6    | 0.333 | 127    | 155    | 0.819  |

| 10 jun | 15:00 | André–George      | 2–1 | Salemiinjehboroun–Vakili | 19-21, 21-14, 15-10 | Relatório |
| 10 jun | 16:00 | Samoilovs–Šmēdiņš | 2–0 | Huber–Dressler           | 21-17, 21-16        | Relatório |
| 11 jun | 14:00 | Samoilovs–Šmēdiņš | 2–1 | Salemiinjehboroun–Vakili | 22-24, 21-15, 15-13 | Relatório |
| 11 jun | 14:00 | André–George      | 2–1 | Huber–Dressler           | 22-20, 21-23, 15-11 | Relatório |
| 13 jun | 15:00 | Huber–Dressler    | 2–0 | Salemiinjehboroun–Vakili | 21-14, 21-16        | Relatório |
| 13 jun | 15:00 | André–George      | 2–0 | Samoilovs–Šmēdiņš        | 21-15, 21-16        | Relatório |

### Grupo F
|     |                           |     | Jogos | Jogos | Jogos | Sets | Sets | Sets  | Pontos | Pontos | Pontos |
| Pos | Equipe                    | Pts | T     | V     | D     | V    | P    | R     | V      | P      | R      |
| --- | ------------------------- | --- | ----- | ----- | ----- | ---- | ---- | ----- | ------ | ------ | ------ |
| 1   | Perušič–Schweiner         | 6   | 3     | 3     | 0     | 6    | 1    | 6.000 | 138    | 101    | 1.366  |
| 2   | Berntsen–H. Mol           | 5   | 3     | 2     | 1     | 4    | 3    | 1.333 | 129    | 129    | 1.000  |
| 3   | Schalk–Brunner            | 4   | 3     | 1     | 2     | 4    | 4    | 1.000 | 138    | 138    | 1.000  |
| 4   | Ainadino Martinho–Monjane | 3   | 3     | 0     | 3     | 0    | 6    | 0.000 | 89     | 126    | 0.706  |

| 10 jun | 13:00 | Perušič–Schweiner | 2–0 | Ainadino Martinho–Monjane | 21-15, 21-12        | Relatório |
| 10 jun | 14:00 | Schalk–Brunner    | 1–2 | Berntsen–H. Mol           | 23-21, 17-21, 12-15 | Relatório |
| 11 jun | 13:00 | Schalk–Brunner    | 2–0 | Ainadino Martinho–Monjane | 21-12, 21-15        | Relatório |
| 11 jun | 13:00 | Perušič–Schweiner | 2–0 | Berntsen–H. Mol           | 21-13, 21-17        | Relatório |
| 13 jun | 17:00 | Berntsen–H. Mol   | 2–0 | Ainadino Martinho–Monjane | 21-18, 21-17        | Relatório |
| 13 jun | 17:00 | Perušič–Schweiner | 2–1 | Schalk–Brunner            | 21-17, 18-21, 15-6  | Relatório |

### Grupo G
|     |                        |     | Jogos | Jogos | Jogos | Sets | Sets | Sets  | Pontos | Pontos | Pontos |
| Pos | Equipe                 | Pts | T     | V     | D     | V    | P    | R     | V      | P      | R      |
| --- | ---------------------- | --- | ----- | ----- | ----- | ---- | ---- | ----- | ------ | ------ | ------ |
| 1   | Ermacora–Pristauz      | 5   | 3     | 2     | 1     | 5    | 3    | 1.667 | 146    | 136    | 1.074  |
| 2   | Herrera–Gavira         | 5   | 3     | 2     | 1     | 4    | 2    | 2.000 | 126    | 113    | 1.115  |
| 3   | Immers–Boermans        | 5   | 3     | 2     | 1     | 4    | 3    | 1.333 | 133    | 135    | 0.985  |
| 4   | Wu Jiaxin–Ha Likejiang | 3   | 3     | 0     | 3     | 1    | 6    | 0.167 | 119    | 140    | 0.850  |

| 11 jun | 09:00 | Ermacora–Pristauz | 2–0 | Herrera–Gavira         | 23-21, 21-14        | Relatório |
| 11 jun | 09:00 | Immers–Boermans   | 2–0 | Wu Jiaxin–Ha Likejiang | 22-20, 21-19        | Relatório |
| 12 jun | 09:00 | Ermacora–Pristauz | 2–1 | Wu Jiaxin–Ha Likejiang | 19-21, 21-19, 15-13 | Relatório |
| 12 jun | 10:00 | Immers–Boermans   | 0–2 | Herrera–Gavira         | 26-28, 16-21        | Relatório |
| 13 jun | 18:00 | Herrera–Gavira    | 2–0 | Wu Jiaxin–Ha Likejiang | 21-12, 21-15        | Relatório |
| 13 jun | 18:00 | Immers–Boermans   | 2–1 | Ermacora–Pristauz      | 21-18, 12-21, 15-8  | Relatório |

### Grupo H
|     |                  |     | Jogos | Jogos | Jogos | Sets | Sets | Sets  | Pontos | Pontos | Pontos |
| Pos | Equipe           | Pts | T     | V     | D     | V    | P    | R     | V      | P      | R      |
| --- | ---------------- | --- | ----- | ----- | ----- | ---- | ---- | ----- | ------ | ------ | ------ |
| 1   | Mol–Sørum        | 6   | 3     | 3     | 0     | 6    | 0    | MAX   | 126    | 79     | 1.595  |
| 2   | Luini–Penninga   | 5   | 3     | 2     | 1     | 4    | 2    | 2.000 | 112    | 114    | 0.982  |
| 3   | Benzi–Bonifazi   | 4   | 3     | 1     | 2     | 2    | 4    | 0.500 | 99     | 118    | 0.839  |
| 4   | Aravena–Droguett | 3   | 3     | 0     | 3     | 0    | 6    | 0.000 | 100    | 126    | 0.794  |

| 11 jun | 18:00 | Aravena–Droguett | 0–2 | Luini–Penninga   | 17-21, 19-21 | Relatório |
| 11 jun | 20:00 | Mol–Sørum        | 2–0 | Benzi–Bonifazi   | 21-11, 21-10 | Relatório |
| 12 jun | 18:00 | Aravena–Droguett | 0–2 | Benzi–Bonifazi   | 18-21, 15-21 | Relatório |
| 12 jun | 19:00 | Mol–Sørum        | 2–0 | Luini–Penninga   | 21-10, 21-17 | Relatório |
| 13 jun | 10:00 | Luini–Penninga   | 2–0 | Benzi–Bonifazi   | 21-16, 22-20 | Relatório |
| 13 jun | 10:00 | Mol–Sørum        | 2–0 | Aravena–Droguett | 21-13, 21-18 | Relatório |

### Grupo I
|     |                       |     | Jogos | Jogos | Jogos | Sets | Sets | Sets  | Pontos | Pontos | Pontos |
| Pos | Equipe                | Pts | T     | V     | D     | V    | P    | R     | V      | P      | R      |
| --- | --------------------- | --- | ----- | ----- | ----- | ---- | ---- | ----- | ------ | ------ | ------ |
| 1   | Seidl–Waller          | 6   | 3     | 3     | 0     | 6    | 1    | 6.000 | 141    | 112    | 1.259  |
| 2   | Kantor–Rudoł          | 4   | 3     | 1     | 2     | 2    | 5    | 0.400 | 123    | 131    | 0.939  |
| 3   | M. Grimalt–E. Grimalt | 4   | 3     | 1     | 2     | 3    | 4    | 0.750 | 127    | 132    | 0.962  |
| 4   | Windisch–Dal Corso    | 4   | 3     | 1     | 2     | 3    | 4    | 0.750 | 123    | 139    | 0.885  |

| 11 jun | 17:00 | Seidl–Waller          | 2–0 | Kantor–Rudoł       | 21-15, 21-14        | Relatório |
| 11 jun | 17:00 | M. Grimalt–E. Grimalt | 0–2 | Windisch–Dal Corso | 17-21, 19-21        | Relatório |
| 12 jun | 13:00 | M. Grimalt–E. Grimalt | 2–0 | Kantor–Rudoł       | 22-20, 21-16        | Relatório |
| 12 jun | 17:00 | Seidl–Waller          | 2–0 | Windisch–Dal Corso | 21-13, 24-22        | Relatório |
| 13 jun | 11:00 | Kantor–Rudoł          | 2–1 | Windisch–Dal Corso | 22-24, 21-13, 15-9  | Relatório |
| 13 jun | 11:00 | M. Grimalt–E. Grimalt | 1–2 | Seidl–Waller       | 21-18, 15-21, 12-15 | Relatório |

### Grupo J
|     |                 |     | Jogos | Jogos | Jogos | Sets | Sets | Sets  | Pontos | Pontos | Pontos |
| Pos | Equipe          | Pts | T     | V     | D     | V    | P    | R     | V      | P      | R      |
| --- | --------------- | --- | ----- | ----- | ----- | ---- | ---- | ----- | ------ | ------ | ------ |
| 1   | Ehlers–Wickler  | 5   | 3     | 2     | 1     | 5    | 3    | 1.667 | 149    | 139    | 1.072  |
| 2   | Díaz–Alayo      | 5   | 3     | 2     | 1     | 4    | 4    | 1.000 | 153    | 154    | 0.994  |
| 3   | McHugh–Burnett  | 4   | 3     | 1     | 2     | 3    | 4    | 0.750 | 132    | 126    | 1.048  |
| 4   | Hannibal–Cairús | 4   | 3     | 1     | 2     | 4    | 5    | 0.800 | 157    | 172    | 0.913  |

| 11 jun | 15:00 | Ehlers–Wickler  | 2–1 | Hannibal–Cairús | 19-21, 21-17, 15-8  | Relatório |
| 11 jun | 15:00 | McHugh–Burnett  | 2–0 | Díaz–Alayo      | 21-15, 21-18        | Relatório |
| 12 jun | 14:00 | McHugh–Burnett  | 1–2 | Hannibal–Cairús | 19-21, 21-15, 13-15 | Relatório |
| 12 jun | 16:00 | Ehlers–Wickler  | 1–2 | Díaz–Alayo      | 21-18, 21-23, 10-15 | Relatório |
| 13 jun | 19:00 | Hannibal–Cairús | 1–2 | Díaz–Alayo      | 30-28, 19-21, 11-15 | Relatório |
| 13 jun | 20:00 | McHugh–Burnett  | 0–2 | Ehlers–Wickler  | 19-21, 18-21        | Relatório |

### Grupo K
|     |                   |     | Jogos | Jogos | Jogos | Sets | Sets | Sets  | Pontos | Pontos | Pontos |
| Pos | Equipe            | Pts | T     | V     | D     | V    | P    | R     | V      | P      | R      |
| --- | ----------------- | --- | ----- | ----- | ----- | ---- | ---- | ----- | ------ | ------ | ------ |
| 1   | Nicolai–Cottafava | 6   | 3     | 3     | 0     | 6    | 0    | MAX   | 126    | 77     | 1.636  |
| 2   | Tr. Crabb–Bourne  | 5   | 3     | 2     | 1     | 4    | 2    | 2.000 | 114    | 100    | 1.140  |
| 3   | Surin–Banlue      | 4   | 3     | 1     | 2     | 2    | 4    | 0.500 | 94     | 125    | 0.752  |
| 4   | Murray–Rivas      | 3   | 3     | 0     | 3     | 0    | 6    | 0.000 | 99     | 131    | 0.756  |

| 11 jun | 18:00 | Nicolai–Cottafava | 2–0 | Murray–Rivas      | 21-12, 21-15  | Relatório |
| 11 jun | 18:00 | Tr. Crabb–Bourne  | 2–0 | Surin–Banlue      | 21-8, 21-19   | Relatório |
| 12 jun | 15:00 | Tr. Crabb–Bourne  | 2–0 | Murray–Rivas      | 21-14, 21-17  | Relatório |
| 12 jun | 20:00 | Nicolai–Cottafava | 2–0 | Surin–Banlue      | 21-10, 21-10  | Relatório |
| 13 jun | 19:00 | Murray–Rivas      | 0–2 | Surin–Banlue      | 24-26, 16-21  | Relatório |
| 13 jun | 22:00 | Tr. Crabb–Bourne  | 0–2 | Nicolai–Cottafava | 11-21, 19, 21 | Relatório |

### Grupo L
|     |                      |     | Jogos | Jogos | Jogos | Sets | Sets | Sets  | Pontos | Pontos | Pontos |
| Pos | Equipe               | Pts | T     | V     | D     | V    | P    | R     | V      | P      | R      |
| --- | -------------------- | --- | ----- | ----- | ----- | ---- | ---- | ----- | ------ | ------ | ------ |
| 1   | Nicolaidis–Carracher | 5   | 3     | 2     | 1     | 5    | 4    | 1.250 | 152    | 138    | 1.101  |
| 2   | Alison–Guto          | 5   | 3     | 2     | 1     | 5    | 3    | 1.667 | 149    | 128    | 1.164  |
| 3   | Renato–Vitor Felipe  | 5   | 3     | 2     | 1     | 5    | 3    | 1.667 | 137    | 138    | 0.993  |
| 4   | Mora–López           | 3   | 3     | 0     | 3     | 1    | 6    | 0.167 | 96     | 134    | 0.716  |

| 11 jun | 10:00 | Alison–Guto          | 2–1 | Nicolaidis–Carracher | 19-21, 21-18, 15-10 | Relatório |
| 11 jun | 10:00 | Renato–Vitor Felipe  | 2–0 | Mora–López           | 21-15, 21-14        | Relatório |
| 12 jun | 11:00 | Renato–Vitor Felipe  | 1–2 | Nicolaidis–Carracher | 9-21, 21-17, 12-15  | Relatório |
| 12 jun | 12:00 | Alison–Guto          | 2–0 | Mora–López           | 21-17, 21-9         | Relatório |
| 13 jun | 13:00 | Nicolaidis–Carracher | 2–1 | Mora–López           | 21-13, 14-21, 15-7  | Relatório |
| 13 jun | 13:00 | Renato–Vitor Felipe  | 2–1 | Alison–Guto          | 17-21, 21-18, 15-13 | Relatório |

## Fase eliminatória

### Repescagem
| 14 jun | 19:00 | Krou–Gauthier-Rat     | 2–1 | Surin–Banlue                | 19-21, 22-20, 16-14 | Relatório |
| 14 jun | 20:00 | M. Grimalt–E. Grimalt | 2–1 | N. Capogrosso–T. Capogrosso | 21-18, 15-21, 15-11 | Relatório |
| 14 jun | 21:00 | Huber–Dressler        | 2–1 | Benzi–Bonifazi              | 21-15, 14-21, 15-13 | Relatório |
| 14 jun | 22:00 | Virgen–Sarabia        | 0–2 | Schachter–Dearing           | 17-21, 16-21        | Relatório |

### Pré-oitavas de final
| 15 jun | 09:00 | Berntsen–H. Mol      | 0–2 | Nicolaidis–Carracher    | 17-21, 16-21        | Relatório |
| 15 jun | 09:00 | André–George         | 2–0 | McHugh–Burnett          | 21-18, 21-15        | Relatório |
| 15 jun | 10:00 | Immers–Boermans      | 0–2 | Mol–Sørum               | 18-21, 17-21        | Relatório |
| 15 jun | 10:00 | Seidl–Waller         | 2–1 | Sander–Crabb            | 17-21, 21-15, 15-9  | Relatório |
| 15 jun | 11:00 | Bruno Schmidt–Saymon | 2–0 | Samoilovs–Šmēdiņš       | 21-19, 29-27        | Relatório |
| 15 jun | 12:00 | Kantor–Rudoł         | 2–0 | Ehlers–Wickler          | 21-19, 21-19        | Relatório |
| 15 jun | 13:00 | Ermacora–Pristauz    | 1–2 | Schalk–Brunner          | 21-17, 18-21, 12-15 | Relatório |
| 15 jun | 14:00 | Renato–Vitor Felipe  | 2–1 | Perušič–Schweiner       | 18-21, 21-15, 15-13 | Relatório |
| 15 jun | 14:00 | Tr. Crabb–Bourne     | 2–1 | Luini–Penninga          | 18-21, 21-19, 15-10 | Relatório |
| 15 jun | 15:00 | Brouwer–Meeuwsen     | 2–0 | Varenhorst–van de Velde | 21-17, 21-14        | Relatório |
| 15 jun | 16:00 | Alison–Guto          | 2–0 | Herrera–Gavira          | 21-19, 21-18        | Relatório |
| 15 jun | 17:00 | Nõlvak–Tiisaar       | 2–0 | Schachter–Dearing       | 21-18, 21-16        | Relatório |
| 15 jun | 19:00 | Huber–Dressler       | 0–2 | Cherif–Ahmed            | 15-21, 22-24        | Relatório |
| 15 jun | 20:00 | Carambula–Rossi      | 0–2 | M. Grimalt–E. Grimalt   | 17-21, 18-21        | Relatório |
| 15 jun | 21:00 | Nicolai–Cottafava    | 2–0 | Díaz–Alayo              | 21-18, 21-18        | Relatório |
| 15 jun | 22:00 | Krou–Gauthier-Rat    | 0–2 | Lupo–Ranghieri          | 18-21, 17-21        | Relatório |

### Oitavas de final
| 16 jun | 11:00 | André–George          | 2–0 | Nicolaidis–Carracher | 21-15, 21-15        | Relatório |
| 16 jun | 12:00 | Schalk–Brunner        | 2–1 | Kantor–Rudoł         | 20-22, 21-17, 15-11 | Relatório |
| 16 jun | 13:00 | Seidl–Waller          | 1–2 | Mol–Sørum            | 21-18, 18-21, 9-15  | Relatório |
| 16 jun | 14:00 | Nõlvak–Tiisaar        | 2–0 | Tr. Crabb–Bourne     | 21-0, 21-0          | Relatório |
| 16 jun | 19:00 | Bruno Schmidt–Saymon  | 2–0 | Cherif–Ahmed         | 21-19, 21-19        | Relatório |
| 16 jun | 20:00 | M. Grimalt–E. Grimalt | 0–2 | Alison–Guto          | 22-24, 17-21        | Relatório |
| 16 jun | 21:00 | Nicolai–Cottafava     | 1–2 | Renato–Vitor Felipe  | 21-11, 19-21, 13-15 | Relatório |
| 16 jun | 22:00 | Brouwer–Meeuwsen      | 2–0 | Lupo–Ranghieri       | 21-18, 21-13        | Relatório |

### Quartas de final
| 17 jun | 13:00 | André–George   | 2–0 | Bruno Schmidt–Saymon | 21-17, 23-21        | Relatório |
| 17 jun | 19:00 | Alison–Guto    | 0–2 | Mol–Sørum            | 21-23, 13-21        | Relatório |
| 17 jun | 21:00 | Nõlvak–Tiisaar | 0–2 | Renato–Vitor Felipe  | 18-21, 15-21        | Relatório |
| 17 jun | 22:00 | Schalk–Brunner | 2–1 | Brouwer–Meeuwsen     | 21-16, 16-21, 15-12 | Relatório |

### Semifinal
| 18 jun | 17:15 | Renato–Vitor Felipe | 2–0 | Schalk–Brunner | 21-17, 21-19 | Relatório |
| 18 jun | 21:15 | Mol–Sørum           | 2–0 | André–George   | 21-14, 21-18 | Relatório |

### Terceiro lugar
| 19 jun | 17:15 | André–George | 2–1 | Schalk–Brunner | 15-21, 21-17, 15-11 | Relatório |

### Final
| 19 jun | 21:15 | Mol–Sørum | 2–0 | Renato–Vitor Felipe | 21-15, 21-16 | Relatório |

## Classificação final
| Posição | Equipe                      |
| ------- | --------------------------- |
|         | Mol–Sørum                   |
|         | Renato–Vitor Felipe         |
|         | André–George                |
| 4       | Schalk–Brunner              |
| 5       | Alison–Guto                 |
| 5       | Bruno Schmidt–Saymon        |
| 5       | Nõlvak–Tiisaar              |
| 5       | Brouwer–Meeuwsen            |
| 9       | Nicolaidis–Carracher        |
| 9       | Seidl–Waller                |
| 9       | M. Grimalt–E. Grimalt       |
| 9       | Nicolai–Cottafava           |
| 9       | Kantor–Rudoł                |
| 9       | Cherif–Ahmed                |
| 9       | Crabb–Bourne                |
| 9       | Lupo–Ranghieri              |
| 17      | McHugh–Burnett              |
| 17      | Ermacora–Pristauz           |
| 17      | Huber–Dressler              |
| 17      | Schachter–Dearing           |
| 17      | Díaz–Alayo                  |
| 17      | Perušič–Schweiner           |
| 17      | Herrera–Gavira              |
| 17      | Krou–Gauthier-Rat           |
| 17      | Ehlers–Wickler              |
| 17      | Carambula–Rossi             |
| 17      | Samoilovs–Šmēdiņš           |
| 17      | Immers–Boermans             |
| 17      | Luini–Penninga              |
| 17      | Varenhorst–Van de Velde     |
| 17      | Berntsen–H. Mol             |
| 17      | Sander–Crabb                |
| 33      | N. Capogrosso–T. Capogrosso |
| 33      | Benzi–Bonifazi              |
| 33      | Virgen–Sarabia              |
| 33      | Surin–Banlue                |
| 37      | Aravena–Droguett            |
| 37      | Wu Jiaxin–Ha Likejiang      |
| 37      | Murray–Rivas                |
| 37      | Jawo–Jarra                  |
| 37      | Salemiinjehboroun–Vakili    |
| 37      | Windisch–Dal Corso          |
| 37      | Abicha–El Azhari            |
| 37      | Ainadino Martinho–Monjane   |
| 37      | Mora–López                  |
| 37      | Gonzalo–Roger               |
| 37      | Bryl–Łosiak                 |
| 37      | Hannibal–Cairús             |

Fonte: Volleyball World